# La Baluga
La Baluga es una localidad española del municipio de Sopuerta, perteneciente a la provincia de Vizcaya, en la comunidad autónoma del País Vasco.

## Toponimia
El nombre del lugar puede encontrarse escrito con las grafías La Baluga, La Baluya, Baluga y Baluya.

## Historia
Hacia mediados del siglo XIX, el lugar era referido como un barrio ya por entonces perteneciente al municipio de Sopuerta. Aparece descrito en el tercer volumen del Diccionario geográfico-estadístico-histórico de España y sus posesiones de Ultramar de Pascual Madoz con las siguientes palabras:

BALUGA ó BALUYA (la): barrio en la prov. de Vizcaya (5 leg. á Bilbao), dióc. de Santander (14), part. jud. de Valmaseda (1 1/4), y ayunt. de Sopuerta; sit. en las Encartaciones; tiene igl. parroq. (San Pedro Apostol), aneja á la de San Martin de Sopuerta (V.).
(Madoz, 1846, p. 336)

En 2023, la entidad singular de población de La Baluga tenía empadronados 931 habitantes, todos ellos en el núcleo de población de ese nombre.